# Francisco Villaespesa

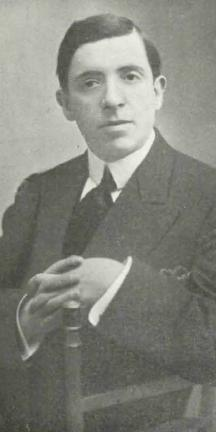

Francisco Villaespesa Martín (n. 15 octombrie 1877 - d. 9 aprilie 1936) a fost un poet spaniol, dramaturg și scriitor modernist, făcând parte din Generația lui 98.

## Biografie
Se naște la 15 octombrie 1877 în Laujar de Andarax, Almería, Spania. Face studii universitare la Granada. Se întâlnește la Madrid cu Emilio Carrere în 1897, cel cu care va fonda Revista Latina. Cinci ani străbate Hispanoamerica: Havana, Santo Domingo, Puerto Rico, Vera Cruz, Panama, Caracas, Lima, Paz, Bogota, Buenos Aires, Santiago de Chile, Rio de Janeiro și Asuncion - în care ține conferințe pe teme literare și prezintă opere de teatru.
Moare la Madrid pe 9 aprilie 1936.

## Lucrări

### Opera poetică
- 1898 - Intimidades („Intimități”)
- 1898 - Luchas
- 1898 - Flores de almendro („Flori de migdal”)
- 1899 - Confidencias
- 1900 - La Copa del Rey de Thule
- 1901 - La musa enferma („Muza bolnavă”)
- 1902 - El alto de los bohemios
- 1905 - Rapsodias
- 1906 - Tristitiae rerum
- 1906 - Canciones del camino
- 1907 - Carmen
- 1908 - El mirador de Lindaraxa („Balcondul Lindarahei”)
- 1908 - El patio de los arrayanes („Cartea mirților”)
- 1909 - El libro de Job
- 1909 - Viaje sentimental
- 1909 - El jardín de las quimeras („Grădina himerelor”)
- 1909 - Las horas que pasan
- 1910 - Saudades
- 1910 - In memoriam
- 1911 - Andalucía
- 1911 - Bajo la lluvia
- 1911 - Torre de marfil
- 1911 - El espejo encantado
- 1911 - El espejo encantado
- 1912 - Los panales de oro
- 1912 - El balcón de Verona
- 1912 - Palabras antiguas
- 1912 - Jardines de plata („Grădini de argint”)
- 1913 - El velo de Isis
- 1913 - Lámparas votivas
- 1913 - Era él
- 1914 - Ajimeces de ensueño
- 1914 - Campanas pascuales
- 1914 - El reloj de arena („Ceasul de nisip”)
- 1915 - Los nocturnos del Generalife
- 1916 - La cisterna
- 1916 - La fuente de las gacelas
- 1916 - Baladas de cetrería („Balada vânătorii cu șoimi”)
- 1916 - Amor
- 1917 - El libro del amor y de la muerte
- 1917 - Paz
- 1917 - A la sombra de los cipreses
- 1917 - Hernán Cortés
- 1918 - Tierra de encanto y maravilla
- 1919 - La Casa del pecado
- 1919 - Tardes de Xochimilco
- 1920 - La estrella solitaria
- 1920 - El encanto de la Alhambra
- 1920 - Los conquistadores
- 1922 - La isla cruxificada
- 1924 - Poema de Panamá
- 1924 - Vasos de arcilla
- 1926 - Poesías escogidas
- 1927 - La gruta azul
- 1927 - Panderetas sevillanas - Caracol marino
- 1927 - La danzarina de Gades
- 1929 - Bolívar
- 1935 - Manos vacías
- 1936 - Rincón solariego

### Piese de teatru
- 1911 - El alcázar de las perlas
- 1913 - Doña María de Padilla
- 1913 - Judith
- 1913 - El rey Galaor
- 1914 - Aben-Humeya
- 1915 - La partida de ajedrez
- 1915 - El halconero
- 1915 - En el desierto
- 1915 - La leona de Castilla
- 1917 - La Maja de Goya
- 1917 - Teatro lírico
- 1925 - El sol de Ayacucho
- 1928 - El burlador de Sevilla

### Narațiuni
- 1908 - Zarza florida (republicată sub denumirea El milagro de las rosas)
- 1912 - Las garras de la pantera
- 1912 - Fiesta de poesía
- 1912 - Las granadas de rubíes
- 1912 - Breviario de amor (republicată sub denumirea La tela de Penélope și ca Las joyas de Margarita)
- 1914 - Las palmeras del oasis
- 1916 - El caballero del milagro (republicată sub denumirea El milagro del vaso de agua)
- 1916 - Los malos milagros
- 1917 - Resurrección
- 1917 - Amigas viejas
- 1918 - La ciudad de los ópalos
- 1920 - Los suaves milagros
- 1924 - La verdadera historia de amor
- 1924 - El narrador del desierto

### Traduceri
- 1901 - La reliquia (1887) de José Maria Eça de Queiroz, traducere împreună cu Camilo Bargiela
- 1906 - La Gioconda (1894) de Gabriele D'Annunzio
- 1914 - Salomé y otros poemas (1896) de Eugénio de Castro e Almeida
- 1913 - La cena de los Cardenales (1902) de Júlio Dantas
- 1914 - Don Beltrán de Figueroa (1902) de Júlio Dantas
- 1916 - La sombra del cuadrante (1906) de Eugénio de Castro e Almeida
- 1916 - Rosas de todo el año (1907) de Júlio Dantas
- 1916 - El primer beso (1911) de Júlio Dantas
- 1917 - Don Ramón de Capichuela (1912) de Júlio Dantas
- 1930 - El navío negrero y otros poemas (1869) de Antonio Federico de Castro Alves
- 1930 - En la Alcatifa de los vientos de Maluf Fauzi